# Микола Балтажи
Микола Федорович Балтажи (на украински: Микола Федорович Балтажи) е украински учен и дипломат, бивш извънреден и пълномощен посланик на Украйна в България.

## Биография
Роден е в село Петровск, Тарутински район, Одеска област, Украинска ССР, СССР на 27 април 1956 година. Потомък е на български преселници в Руската империя от времето на османското владичество.

### Образование
Завършва специалност „Международни отношения“ в Киевския държавен университет „Т. Шевченко“ (1979). След аспирантура в Института по социални и икономически проблеми на страните на Академията на науките на Украйна (1982) придобива научна степен „кандидат на историческите науки“. Асистент-преводач е от немски и български език.
През 1981 година Микола Балтаджи посещава в България по линия на ЮНЕСКО.

### Дипломация
- 1982 – 1992 – младши и старши научен сътрудник в Института по социални и икономически проблеми на чуждите страни на украинската Аакадемия на науките в Киев.
- 1992 – 1993 – старши научен сътрудник в Института по световна икономика и международни отношения към украинската Академия на науките.
- 1993 – 1997 – първи секретар на поста съветник в Посолството на Украйна в Литва.
- 1997 – 1999 – завеждащ отдела за политически анализ и международна информация в Главното управление по въпросите за външната политика на Администрацията на президента на Украйна.
- 1999 – 2000 – заместник-началник на Трето териториално управление и завеждащ отдела за страните от Централна и Източна Европа в МВнР на Украйна.
- 2000 – 2004 – съветник в Посолството на Украйна в Германия.
- 2004 – 2006 – пълномощен министър в Посолството на Украйна в Германия, временно управляващ Посолството на Украйна в Германия.
- 2006 – 2007 – заместник-директор на департамента и началник на отдела по въпросите за сътрудничеството в сферата на политиката, сигурността и отбраната в Департамента на Европейския съюз на МВнР на Украйна.
- 2007 – 2008 – заместник-директор на департамента и началник на отдела за сътрудничество във външната политика и политиката по сигурността в Департамента „Европейски съюз“ на МВнР на Украйна.
- 2008 – пълномощен министър в Посолството на Украйна в Словения. Заместник-директор на департамента и началник на отдела за сътрудничество във външната политика и политиката по сигурността в Департамента „Европейски съюз“ на МВнР на Украйна.
- 2008 – 2011 – пълномощен министър в Посолството на Украйна във Германия.

От 4 март 2011 г. е извънреден и пълномощен посланик на Украйна в България.